# Pleurotus omnivagus
Pleurotus omnivagus — вид базидіомікотових грибів роду Плеврот (Pleurotus) родини Плевротові (Pleurotaceae).

## Поширення
Вид описаний на Борнео. Росте на мертвих або гнилих стовбурах дерев.